# Juan Serrano (pintor)

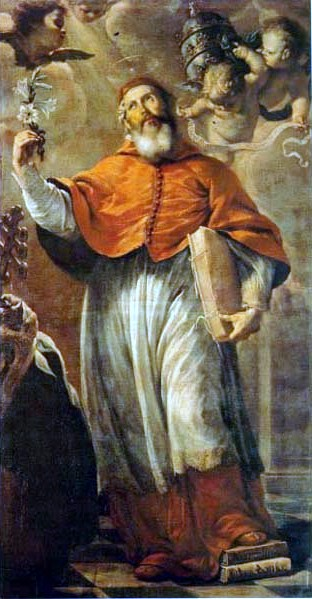
Juan Carreño de Miranda y Juan Serrano, San Dámaso, c. 1685-1689, óleo sobre lienzo, 206 x 109 cm, Madrid, Casa de la Villa.

Juan Serrano (c. 1652/1654-1690) fue un pintor barroco español, discípulo y heredero de Juan Carreño de Miranda.

## Biografía
Nacido hacia 1654, pues al tasar las pinturas de Manuel Calvo en 1684 declaraba tener unos treinta años, en 1682 «asistía al obrador» de Carreño junto con Jerónimo Ezquerra y Diego López el Mudo, como consta por una orden dada al guardarropa del rey en marzo de ese año por el que los encargados del guardarropa debía proporcionar un traje a cada uno de los oficiales que trabajaban con el pintor de cámara.
Nombrado por Carreño albacea testamentario en octubre de 1685, en noviembre siguiente, María de Medina, viuda de Carreño, le nombró en su propio testamento único heredero. Serrano, de hecho, iba a hacerse cargo a la muerte de María de Medina, en marzo de 1687, de una niña, huérfana del pintor de cámara. Como ayuda se le concedió la ración de que disfrutaba la viuda de Carreño y un puesto de mozo de la furriera en palacio. Sin embargo, no siendo suficientes los gajes para atender a las necesidades de su familia y a las obligaciones y deudas dejadas por Carreño, en septiembre de 1688 solicitó al rey se le eximiese de asistir a su oficio de ayuda de la furriera por espacio de dos años, por tener necesidad de trabajar y «valerse de lo que pueda adquirir con el arte de la pintura».
En su testamento mencionaba Carreño algunas obras que tenía apalabradas o inacabadas por las que había percibido ya algunas cantidades, obligándose Serrano como heredero a cumplir con los compromisos adquiridos por su maestro. De ellas tan solo se ha localizado un San Dámaso encargado por el regidor de Madrid Francisco Vela para la Sala del Ayuntamiento, junto con un San Melquíades, papas madrileños según los falsos Cronicones de Jerónimo Román de la Higuera. Sin otras noticias del San Melquiades, del que no se tiene constancia de que se llegase a pintar, el San Dámaso (Madrid, Casa de la Villa) es obra que tradicionalmente se ha considerado iniciada por Carreño y acabada por Antonio Palomino. Por lo demás, y al margen de la participación que pudiera haberle correspondido en el acabado de las obras de Carreño, tan solo se documenta una obra a su nombre: una pintura de «un soldado de la guarda de mano de Juan Serrano», inventariada con la colección de pinturas de Carlos II en el Alcázar de Madrid.
Había fallecido ya el 27 de febrero de 1690, cuando su viuda, Antonia Henríquez, solicitó al rey que se le mantuviese la ración que venía disfrutando su marido, «para que pueda subsistir y alimentar vna huérfana que dejó a su cuidado Juan Carreño».